# Joseph Delmont
Joseph Delmont, né Josef Pollak le 8 mai 1873 à Loiwein, Autriche-Hongrie, et mort 12 mars 1935  à Bad Pystian, Tchécoslovaquie, est un artiste de cirque, cadreur, scénariste, réalisateur et écrivain autrichien.

## Biographie
Né dans une famille de seize enfants fondée par Moses Pollak et Resi (ou Rösi) Fuchs, Joseph Delmont commence sa carrière comme artiste de cirque (notamment comme trapéziste) dans un cirque ambulant. Après une formation dans le travail des métaux, il rejoint le cirque et devint dresseur de fauves, ce qui lui permet de voyager dans le monde entier : il est aux États-Unis en 1901 et y reste pour devenir directeur d'une société.
Après avoir assisté à plusieurs projections de films, Joseph Delmont commence en 1903 à réaliser ses propres films pour Vitagraph, des courts métrages d'une bobine. Ce ne fut qu'en 1905 qu'il réalise un film en deux parties.
En 1910, il retourne à Vienne où, entre autres, il travaille pour l'Österreichisch-Ungarische Kinoindustrie (qui deviendra ensuite la Wiener-Kunstfilm (de)) dans Der Müller und sein Kind, le plus vieux film autrichien actuellement conservé. Il part ensuite pour Berlin où il réalise plusieurs films (certains avec Harry Piel comme coréalisateur) qui eurent Fred Sauer, Curt Bois et Ilse Bois comme acteurs. Dans certains de ces films, il développe un usage novateur de l'utilisation des animaux sauvages.
Joseph Delmont arrête en 1925 sa carrière cinématographique pour se concentrer sur l'écriture. Plusieurs de ses livres finiront d'ailleurs sur la liste des auteurs interdits pendant la période du national-socialisme, liste d'auteurs interdits par les Nazis.

## Filmographie partielle
- 1916 : Titanenkampf
- 1919 : Margot de Plaisance
- 1919 : Die Geächteten (de) (Der Ritualmord)
- 1920 : Madame Récamier
- 1921 : Julot, l'Apache
- 1924 : Mater Dolorosa

## Œuvres littéraires

### Œuvres en allemand
La Bibliothèque nationale allemande recense 15 romans et 11 autres travaux littéraires dont voici une sélection : 
- Wilde Tiere im Film: Erlebnisse aus meinen Filmaufnahmen in aller Welt. Dieck, Stuttgart 1925
- Die Stadt unter dem Meere. Leipzig 1925 (novel)
- In Ketten. Fr. Wilh. Grunow, Leipzig 1926 (reprinted several times in the following years under the title Juden in Ketten)
- Von lustigen Tieren und dummen Menschen: Eine Melange. Neue Berliner Verlags-GmbH, Berlin 1927
- Abenteuer mit wilden Tieren: Erlebnisse e. Raubtierfängers Enßlin & Laiblin, Reutlingen 1927 (part of the collection "Aus weiter Welt")
- Der Gefangene der Wüste Neufeld & Henius, Berlin 1927
- Die Sieben Häuser: Wanderfahrten e. Lausbuben. Grethlein & Co., Leipzig 1927
- Der Ritt auf dem Funken: Phantastischer Zukunftsroman. O. Janke, Berlin 1928
- Der Casanova von Bautzen. Leipzig 1931; new edition Lusatia-Verlag, Bautzen 2005
- Die Abenteuer des Johnny Kilburn. F. W. Grunow, Leipzig 1934

### Œuvres en français
- Vingt ans autour du monde. La capture des grands fauves et des pachydermes. Adapté de l'allemand par Eugène Gautier. Avec 8 gravures hors texte, Paris : Plon, 1932. (24 février 1933) In-16, IV-299 p. [313][3]

## Sources de la traduction
- (en) Cet article est partiellement ou en totalité issu de l’article de Wikipédia en anglais intitulé « Joseph Delmont » (voir la liste des auteurs).